# Fatty Joins the Force
Fatty Joins the Force és una pel·lícula muda de la Keystone dirigida per George Nichols i protagonitzada per Roscoe Arbuckle, Dot Farley i els Keystone Cops. La pel·lícula, d’una bobina, es va estrenar el 24 de novembre de 1913.

## Argument
Fatty, induït per la seva xicota, salva de morir ofegada a la filla del cap de policia per lo que és acceptat al cos. Davant l’alegria de la xicota, accepta l’uniforme i poc després, mentre és de servei, passeja pel parc. Uns nois que estan de pícnic acaben llençant-li en un pastís a la cara i s'escapen. Fatty decideix banyar-se i es llença a l'estany del parc en roba interior, deixant l'uniforme penjat d'un arbust. Els nois retornen, li tallen els pantalons i li roben la jaqueta que acaben llençant entre unes canyes. Fatty només es pot posar els pantalons tallats.
Un desconegut troba la seva jaqueta de policia i la porta a la Prefectura de Policia. La policia conclou que Fatty s'ha ofegat. De tornada al parc, Fatty espanta dues dones per com va vestit i aquestes corren a buscar ajuda a dos policies. Mentrestant, mentre la seva xicota plora a la vora, els seus companys a comissaria rastregen l'estany a la recerca del seu cos i acaben bolcant la barca. A comissaria estan de dol fins que els dos policies del parc hi porten Fatty detingut. Fatty saluda el cap de policia i es gira per abraçar la seva xicota però ella el defuig. És engarjolat i la xicota troba consol als braços del comissari.

## Repartiment
- Roscoe Arbuckle (Fatty)
- Dot Farley (xicota de Fatty)
- Minta Durfee (mainadera)
- Edgar Kennedy (policia gelós)
- George Nichols (cap de policia)
- William White (capità)
- Charles Avery (sergent al despatx)
- Mack Swain (policia)
- George Jeske (policia que porta Fatty a comissaria)
- Hank Mann (policia a comissaria)
- Harry De Roy (policia calb)
- Bill Hauber (policia a comissaria)
- Bert Hunn (policia a comissaria)